# Andaman Południowy (dystrykt)
Andaman Południowy (hi: दक्षिण अण्डमान ज़िला, ang: South Andaman district) – dystrykt w środkowych Andamanach i Nikobarach. Według danych z 2011 roku populacja dystryktu wynosi 238 142 osób.

## Historia
Dystrykt powstał 18 sierpnia 2006 roku, kiedy dystrykt Andamany podzielono na dystrykt Andaman Północny i Środkowy oraz dystrykt Andaman południowy.

## Podział administracyjny
Dystrykt dzieli się na trzy Taluki:
- Port Blair
- Ferrargunj
- Mały Andaman